# La Rose tatouée
La Rose tatouée (The Rose Tattoo) est une pièce de théâtre américaine de Tennessee Williams créée le 2 mars 1951 au Martin Beck Theatre de Broadway.

## Argument
Une femme violente (Serafina Delle Rose) vit dans le souvenir morbide de son ancien amant, Rosario, dans un petit village d'immigrants italiens situé dans le golfe du Mexique. Retirée du monde après la mort de son mari, elle s'attend à ce que sa fille Rosa fasse de même.

## Analyse
Dans sa croisade contre le puritanisme américain et ses tabous, l'auteur trouve dans le personnage de Serafina, la veuve généreuse, les éléments qui lui permettent, selon ses propres paroles, de célébrer le culte de Dionysos. De cette œuvre, l'une des seules qui se terminent sur une note optimiste, Tennessee Williams disait : « La Rose tatouée est mon chant d'amour pour le monde. »

## Controverse en Irlande
Le 12 mai 1957, le Pike Theatre (en) de Dublin, en Irlande, a présenté La Rose tatouée avec Anna Manahan (en) dans le rôle principal et l'artiste scénique irlandais Reginald Gray comme décorateur. Après quelques représentations, le théâtre a été envahi par la police irlandaise et le metteur en scène Alan Simpson (en) a été arrêté pour avoir produit un divertissement obscène en mimant la chute d'un préservatif sur le sol. Le scénario de Williams prévoit qu'un préservatif tombe d'une poche pendant le spectacle, mais la mise en scène de Pike a mimé l'acte, sachant qu'il provoquerait un conflit. Une révolte intellectuelle contre l'arrêt de pièce est venue non seulement d'Irlande, mais aussi du continent, menée par les dramaturges Samuel Beckett, Seán O'Casey et Brendan Behan. Alan Simpson a été libéré. Le juge O'Flynn qui présidait l'affaire a statué : « Je ne peux qu'en déduire qu'en arrêtant l'accusé, l'objectif était d'arrêter la pièce. » Un des résultats de cette affaire a été que toute accusation portée contre un théâtre devrait être prouvée avant que le spectacle soit arrêté.

## Principales productions
- 1951 : mise en scène Daniel Mann, avec Maureen Stapleton, Eli Wallach, Phyllis Love - Martin Beck Theatre, Broadway (décors : Boris Aronson)
- 1977 : mise en scène Lev Dodine - Maly Drama Théâtre, Saint-Pétersbourg
- 2007 : mise en scène Nicholas Hytner et Steven Pimlott, avec Zoë Wanamaker, Susannah Fielding, Darrell D'Silva - Royal National Theatre, Londres
- 2012 : mise en scène Benoît Lavigne, avec Cristiana Reali, Rasha Bukvic, Léopoldine Serre - théâtre de l'Atelier, Paris

## Distinctions
- Tony Awards 1951[2]
  - Tony Award de la meilleure pièce
  - Tony Award du meilleur acteur dans une pièce pour Eli Wallach
  - Tony Award de la meilleure actrice dans une pièce pour Maureen Stapleton
  - Tony Award des meilleurs décors pour Boris Aronson

## Adaptations
- 1955 : La Rose tatouée de Daniel Mann avec Anna Magnani, Burt Lancaster, Marisa Pavan et Ben Cooper